# Naționalism găgăuz
Naționalismul găgăuz este o ideologie naționalistă care afirmă unitatea culturală a găgăuzilor. 
Naționalismul găgăuz a luat naștere la finalul secolului al XX-lea. Acesta s-a manifestat în cadrul procesului de destrămare a Uniunii Republicilor Sovietice Socialiste, prin declararea unilaterală a Republicii Găgăuzia, republică a URSS separată de Republica Sovietică Socialistă Moldovenească.